# خانه طاهریان
خانه طاهریان مربوط به دوره قاجار است و در سمنان، محله اسفنجان، نزدیک خیابان ابوذر واقع شده و این اثر در تاریخ ۲۵ اسفند ۱۳۷۹ با شمارهٔ ثبت ۳۱۰۹ به‌عنوان یکی از آثار ملی ایران به ثبت رسیده است.